# Barwon Heads
Barwon Heads é um município costeiro da Península Bellarine, perto de Geelong, em Vitória na Austrália. Situa-se na margem oeste da foz do rio Barwon, abaixo do lago Connewarre, enquanto é delimitada a oeste por terras agrícolas, campos de golfe e pelo pântano salino efêmero Murtnaghurt Lagoon. No censo de 2016, Barwon Heads tinha uma população de 3.875.